# СУК
50°26′56″ пн. ш. 30°30′49″ сх. д. / 50.4489307° пн. ш. 30.5135695° сх. д.
«СУК» (абревіатура назви організації «Сучасне Українське Кіно») — це неурядова організація, яка була офіційно заснована у квітні 2015 року метою якої є розвиток сучасної хвилі українського кінематографа.

## Історія
Одним з ініціаторів створення СУКу є молода кінорежисерка та продюсерка Валерія Сочивець. З 2013 року вона потрапила на міжнародний фестиваль сучасних мистецтв ГогольFest, де їй було запропоновано займатися кінопрограмою, а саме українськими фільмами. Так програма «СУК» почала існувати в рамках фестивалю, який проходив кожного року. У 2015 році було прийнято рішення офіційно зареєструвати СУК як громадську організацію.

## Про СУК
Це об'єднання молодих кінематографістів, що має на меті популяризувати українське кіно, шляхом виробництва та розповсюдженням.
«СУК» — є не комерційною громадською організацією, але соціально-активною. З 2015 року було організовано понад 120 показів програм Сучасного Українського Кіно, серед них складені альманахи із короткометражних фільмів «Роздоріжжя», «Портрети», «Чоловік та Жінка», «Чорно — біле», «Задзеркалля», «Карусель української анімації», «Юність», «Батьки та діти», «Діалоги», «Ukr.Doc.», «Анімаційний калейдоскоп».
В Україні покази відбулися у таких містах: Київ, Львів, Біла Церква, Дніпро, Харків, Черкаси, Вінниця, Суми, Коломия, Радивилів, Дрогобич, Херсон, Маріуполь, Чернігів, Ржищів, Самбір, Хмельницький, Чернівці, Івано-Франківськ, Рівне, Тернопіль.
Також, покази програм Сучасного Українського Кіно відбулися у Австрії, Італії, Грузії, Придністров'ї та Франції в рамках Short Film Coner Каннського Кінофестивалю.
ГО «СУК» займається кіно програмами на таких фестивалях як «ГОГОЛЬFEST», «Kyiv Comic Con», «Intermezzo», «Porto Franko». Робили спеціальні програми Фокус на українське кіно на «KIFF Molodist», «LISFF Wiz-Art», «OIFF».
ГО «СУК» провели два конкурси для молодих режисерів. Золотий СУК в рамках фестивалю ГОГОЛЬФЕСТ у 2015 і 2016 роках, де глядачі обирали найкращий фільм в п'яти категоріях: ігрове, документальне, анімація, відеоарт та музичне відео. Та конкурс короткометражних фільмів «Україна шлях до миру», ініціатором якого був Ігор Янковський, засновник фонду «Ініціатива заради майбутнього.»
Також, ГО «СУК» спільно з партнером Планета Кіно провели КІНОКЛАС — 50 майстер-класів від провідних українських кінематографістів.
«СУК» спільно з «Артпричалом» проводить заходи під назвою КіноСереда — неформальні зустрічі кінематографістів, покази нових стрічок, майстер-класи, читання сценаріїв та багато іншого. Громадська організація об'єднує молодих кінематографістів спільною метою створити нову кіноіндустрію.